# دائرة الجزار
تنتمي دائرة الجزار إلى ولاية بريكة في الجزائر، توجد على بعد 20 كم من مقر الولاية، تحدها شمالًا ولاية سطيف ومن الغرب ولاية المسيلة ومن الجنوب ولاية بسكرة. تبلغ مساحتها 112848 كلم2، وتتألف من ثلاثة بلديات هي: عزيل عبد القادر وأولاد عمار والجزار. يقع مقر الدائرة ببلدة الجزار وقد استفادت مؤخرًا من مبنى جديد للدائرة.